# Франклин (окръг, Вашингтон)
Вижте пояснителната страница за други населени места с името Франклин.
Окръг Франклин (на английски: Franklin County) е окръг в щата Вашингтон, Съединени американски щати. Площта му е 3276 km², а населението – 92 125 души (2017). Административен център е град Паско.